# Chondrodactylus
Chondrodactylus, del griego clasico χόνδρος (khóndros), "cartilago", y δάκτυλος (dáktulos), "dedo", es un género de geckos de la familia Gekkonidae. Se encuentra en África, en Botsuana, Namibia y Sudáfrica (sólo la especie C. angulifer se encuentra en Botsuana).

## Especies
Se reconocen las siguientes cinco especies:
- Chondrodactylus angulifer Peters, 1870
- Chondrodactylus bibronii (Smith, 1846)
- Chondrodactylus fitzsimonsi (Loveridge, 1947)
- Chondrodactylus pulitzerae (Schmidt, 1933)
- Chondrodactylus turneri (Gray, 1864)